# William Bowles (Admiral)

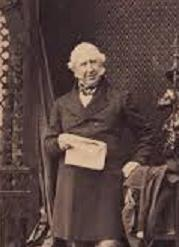
Admiral of the Fleet Sir William Bowles

Sir William Bowles, KCB (* 25. Mai 1780 in Salisbury, Wiltshire; † 2. Juli 1869 in London) war ein britischer Seeoffizier und zuletzt Admiral of the Fleet der Royal Navy. Er war zudem zwischen 1844 und 1852 Mitglied des House of Commons sowie unter anderem von 1844 bis 1846 Dritter Seelord.

## Leben
William Bowles war der Sohn des gleichnamigen William Bowles und dessen Ehefrau Dinah Frankland, Tochter von Admiral Sir Thomas Frankland, 5. Baronet (1718–1784) Er trat am 9. September 1796 als Freiwilliger in die Royal Navy ein und wurde auf dem Linienschiff Theseus eingesetzt. Im Juni des Folgejahres erfolgte die Ernennung zum Midshipman (Offiziersanwärter) mit Verwendungen auf dem Linienschiff Captain und dem Post ship Daphne. Nach Bestehen der Offiziersprüfung wurde Bowles am 30. August 1803 zum Lieutenant, am 22. Januar 1806 zum Commander sowie am 13. Oktober 1807 zum Captain befördert. Während dieser Zeit war er Kommandant zahlreicher Kriegsschiffe wie der Sloop Zebra, dem Linienschiff Warspite sowie der Fregatten Medusa und Nemesis und schließlich von 1816 bis zum 17. Mai 1819 Oberbefehlshaber des Marinestützpunktes Südamerika (South America Station). Nachdem er am 23. Januar 1822 für kurze Zeit Kommandant der Königlichen Yacht William & Mary wurde, fungierte er zwischen dem 8. Juli 1822 und dem 23. November 1841 Rechnungsprüfer der Küstenwache	(Comptroller-General of the Coast Guard) und wurde für seine Verdienste am 12. April 1839 zum Companion des Order of the Bath (CB) ernannt. Am 23. November 1841 wurde er zum Rear-Admiral befördert und mit dem Flaggschiff Caledonia zur besonderen Verfügung gestellt.
Am 20. Mai 1844 wurde er Nachfolger von Sir Henry Hardinge Mitglied des Unterhauses (House of Commons) gewählt und vertrat in diesem bis zum 7. Juli 1852 den Wahlkreis „Launceston“, woraufhin dieser von Lord Josceline Percy übernommen wurde. Als Nachfolger von Admiral Sir George Seymour wurde er am 22. Mai 1844 in der Admiralität zum Dritten Seelord (Third Naval Lord) ernannt und verblieb in diesem Amt bis zu seiner Ablösung durch Admiral Sir Maurice Berkeley am 12. Juli 1846. Zugleich fungierte er zwischen dem 19. Oktober und dem 20. November 1844 als Oberkommandierender der Linienschiffe im Versuchsgeschwader (Experimental Squadron). Er wurde am 8. März 1852 zum Vice-Admiral sowie am 28. November 1857 zum Admiral befördert und löste am 1. März 1859 Admiral Sir George Seymour als Oberkommandierender der Marinebasis Portsmouth ab. Er hatte dieses Kommando bis zum 1. März 1860 inne, woraufhin Admiral Sir Henry Bruce seine Nachfolge antrat. Für seine Verdienste wurde er am 10. November 1860 als Knight Commander des Order of the Bath (KCB) nobilitiert, wodurch er fortan den Namenszusatz „Sir“ führte. Als Nachfolger von Admiral Sir George Seymour bekleidete er von 1865 bis zu seiner Ablösung durch Admiral Sir Phipps Hornby 1866 das Ehrenamt als „Rear-Admiral of the United Kingdom“ sowie zwischen 1866 und seinem Tode 1869 das Ehrenamt als „Vice-Admiral of the United Kingdom“ und wurde anschließend von Admiral Sir George Sartorius abgelöste. Wenige Monate vor seinem Tode wurde er am 15. Januar 1869 zum Admiral of the Fleet befördert.
William Bowles war mit Hon. Frances Temple († 1838) verheiratet, Tochter des Politikers Henry Temple, 2. Viscount Palmerston (1739–1902) und Schwester des späteren Premierministers Henry Temple, 3. Viscount Palmerston.